# 阿特曼斯维莱尔
阿特曼斯维莱尔（法語：Hartmannswiller，法語發音：[aʁtmansvilɛʁ] ⓘ）是法国上莱茵省的一个市镇，属于坦恩-盖布维莱尔区。

## 地理
阿特曼斯维莱尔（47°51'43"N, 7°12'57"E）面积4.78 平方千米，位于法国大東部大區上莱茵省，该省份为法国东部内陆省份，是阿尔萨斯的一部分，今与下莱茵省组成了阿尔萨斯欧洲集体，其北临下莱茵省，西接孚日省，西南接贝尔福地区省，东侧沿莱茵河与德国相望，南与瑞士接壤。
与阿特曼斯维莱尔接壤的市镇（或旧市镇、城区）包括：苏尔茨-上莱茵、永戈尔茨、贝尔维莱尔、维奈姆、博尔维莱尔、瓦特维莱尔。
阿特曼斯维莱尔的时区为UTC+01:00、UTC+02:00（夏令时）。

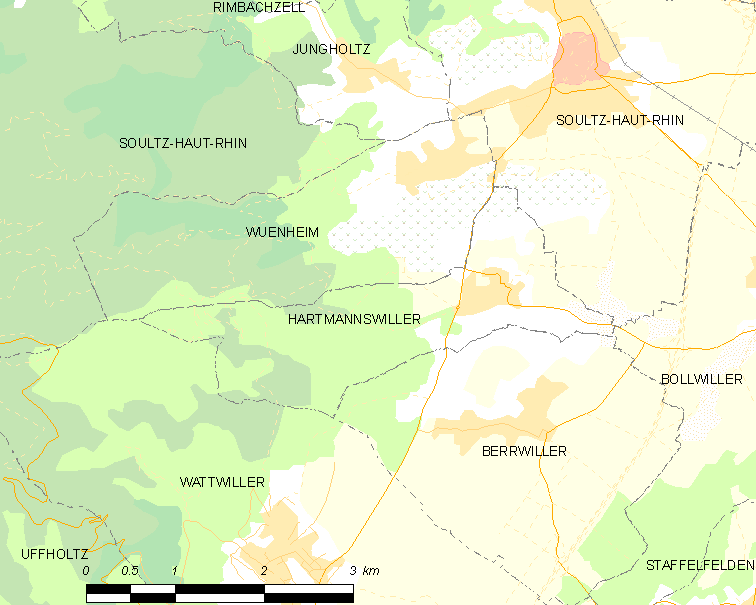
阿特曼斯维莱尔的OSM定位图

## 行政
阿特曼斯维莱尔的邮政编码为68500，INSEE市镇编码为68122。

## 政治
阿特曼斯维莱尔所属的省级选区为盖布维莱尔县。

## 人口

1962-2008年间阿特曼斯维莱尔人口变化图示

阿特曼斯维莱尔于2022年1月1日时的人口数量为666人。